# Pederstrup

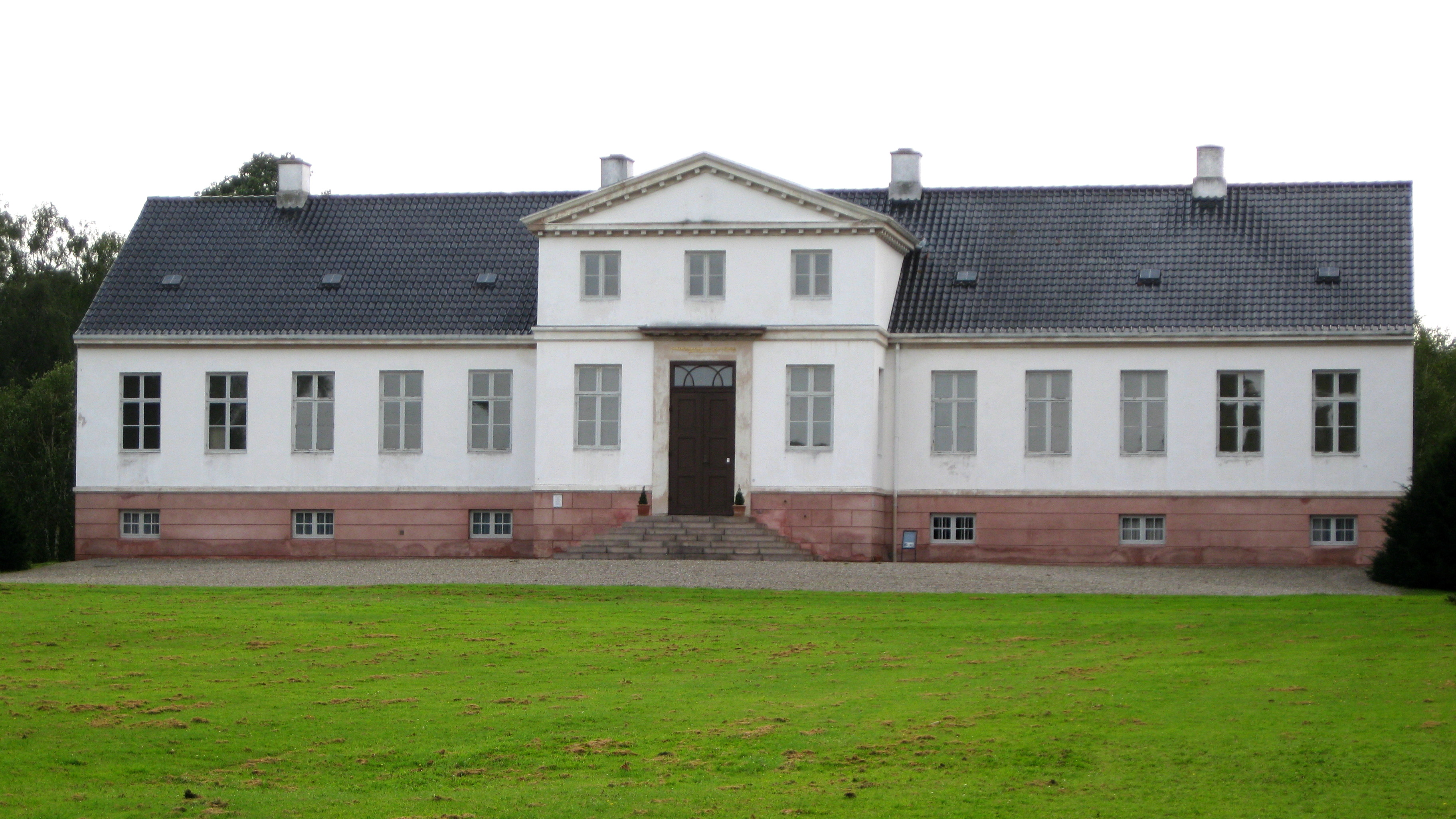
Pederstrup, Herrenhaus (1822, 1938)

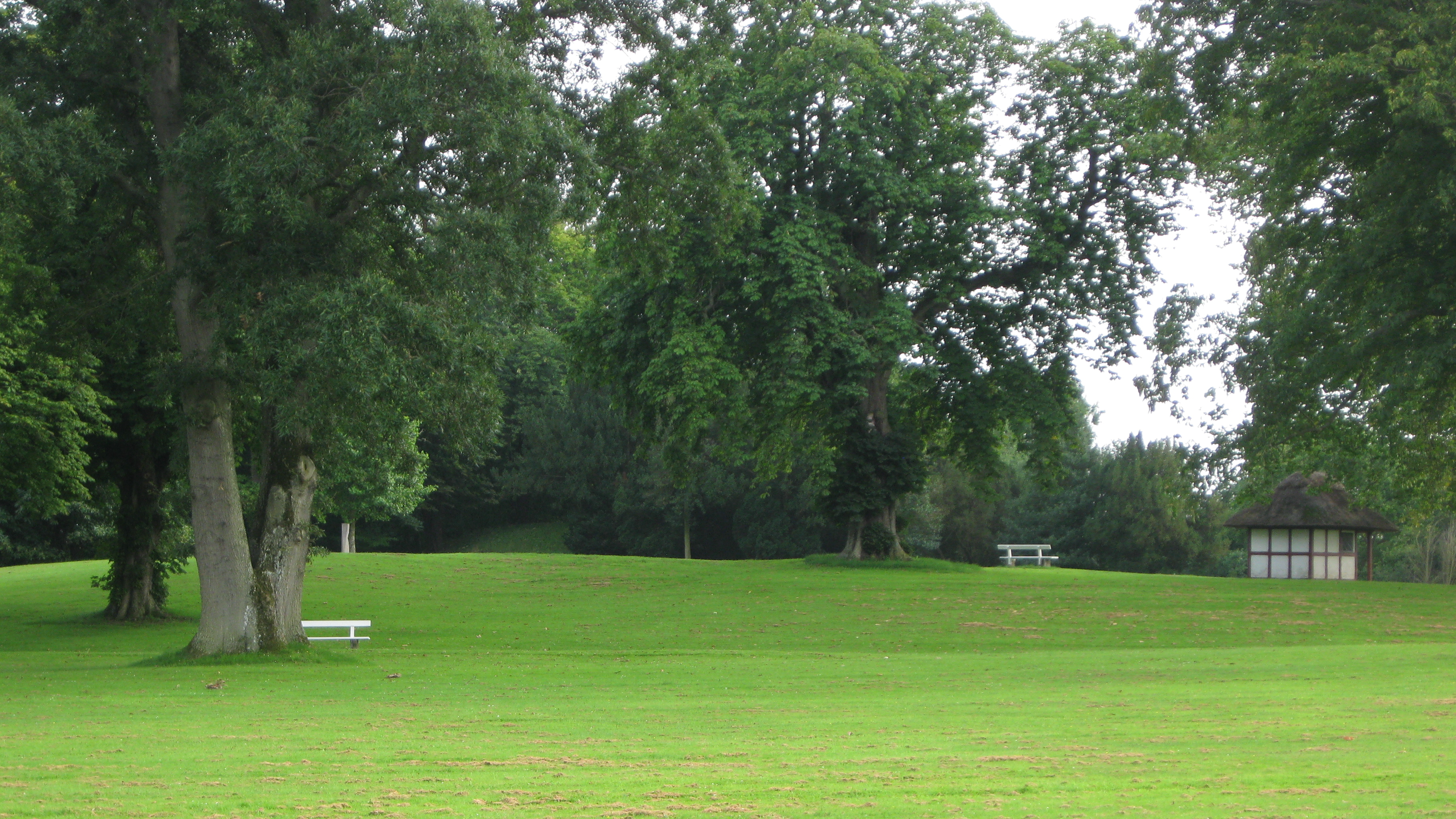
Pederstrup, Landschaftspark (17., 19. Jahrhundert)

Pederstrup ist ein denkmalgeschütztes Herrenhaus auf Lolland im Kirchspiel Vesterborg Sogn, Dänemark. Zeitweise gehörte es der dänischen Krone.
Das Gut Pederstrup war fast 200 Jahre lang Teil der Grafschaft Christianssæde der Familie Reventlow. Es ist seit 1940 Museum für den Sozialreformer Graf Christian Detlev von Reventlow.

## Geschichte
Der Hof Pederstrup wurde erstmals erwähnt, als ihn Laurids Jensen vor seinem Tod im Jahr 1340 dem Kloster Halsted schenkte. Das Kloster verkaufte das Anwesen 1354 an König Valdemar Atterdag. Es wurde so zum Sitz eines Lehnsherren. Jedoch tauschte die Krone Pederstrup 1576 gegen Stadager auf Falster. Für mehrere Generationen wurde die Familie Venstermand Besitzer. Auf dem Erbweg kam es dann bis 1625 an die Brahes.
Im Jahr 1625 ging es von Holger Rosenkrantz an die Familie Grabow und von dieser 1657 an die Harstalls. Nächster Besitzer wurde 1673 der Hofmeister Cai Rumohr, der den Besitz sieben Jahre später wieder verkaufte.
So war Pederstrup 1680 im Besitz des dänischen Rentmeisters Heinrich von Stöcken. Seine Söhne Cai Burchard und Hans Heinrich, die sich von Stöcken zu Pederstrup nannten, verkauften den Besitz 1684 an ihren Schwager Peter von Brandt, den 1679 geadelten Nachfolger ihres Vaters. Brandt erweiterte die Landfläche erheblich, zum einen durch den Kauf zahlreicher Bauernhöfe andererseits erhielt er Schenkungen von König Christian V. Durch Abteilung von Skelstofte machte er den Betrieb effizienter. Bis 1699 hatte er das Kirchenpatronat über Vesterborg, Birket, Horslunde und Nordlunde erhalten.
Im Jahr 1686 ließ Brandt ein neues zweistöckiges Fachwerkgebäude als Haupthaus errichten. Mit dem in den 1690er Jahren erbauten Gestüt entstand ein Anwesen des Barocks mit einer Allee, einem Park und dem See. Teile des Parks sind trotz späterer Umgestaltung noch vorhanden.

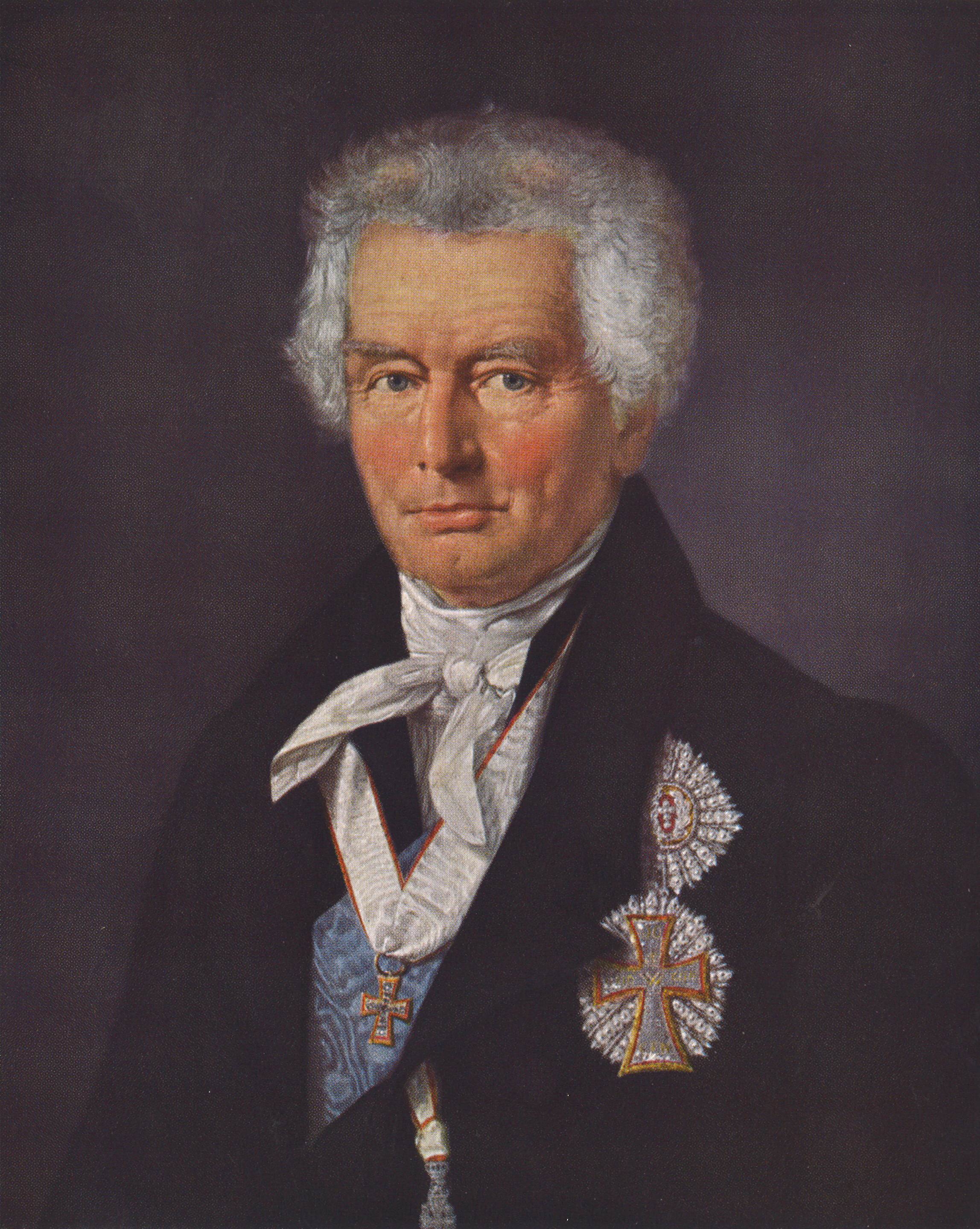
Christian Detlev von Reventlow († 1827)

Im Jahr 1725 verkaufte sein Sohn Henrik Pederstrup und Skelstofte an Graf Christian Detlev von Reventlow. Dieser gründete vier Jahre später die Grafschaft Christiansborg, die sein Sohn 1741 in Christianssæde umbenannte, als Christian VI. dem Kopenhagener Schloss den Namen Christiansborg gab. Der dänische Staatsmann und Sozialreformer Christian Detlev von Reventlow († am 11. Oktober 1827 auf Pederstrup) machte das Anwesen 1813 zum Sitz der Grafschaft, nachdem er sich ins Privatleben zurückgezogen hatte. In Lolland und auf Pederstrup hatte er seine Agrar- und Schulreformen zuerst im Kleinen erprobt. – Im Jahr 1770 hatte das Gut eine Fläche von etwa 620 Hektar.
Reventlow ließ 1813 das Brandtsche Hauptgebäude abbrechen und bis 1822 ein Herrenhaus im schlichten, klassizistischen Stil nach Plänen des Architekten C. F. Hansen errichten. Das blaue Ziegeldach wurde namensgebend für Det Blå Hus. Zusammen mit dem gelben Det Gule Hus, einem älteren Wohnhaus sowie dem Neubau und der Erweiterung des Gestüts um zwei Flügel erfuhr Pederstrup eine umfassende Umgestaltung.

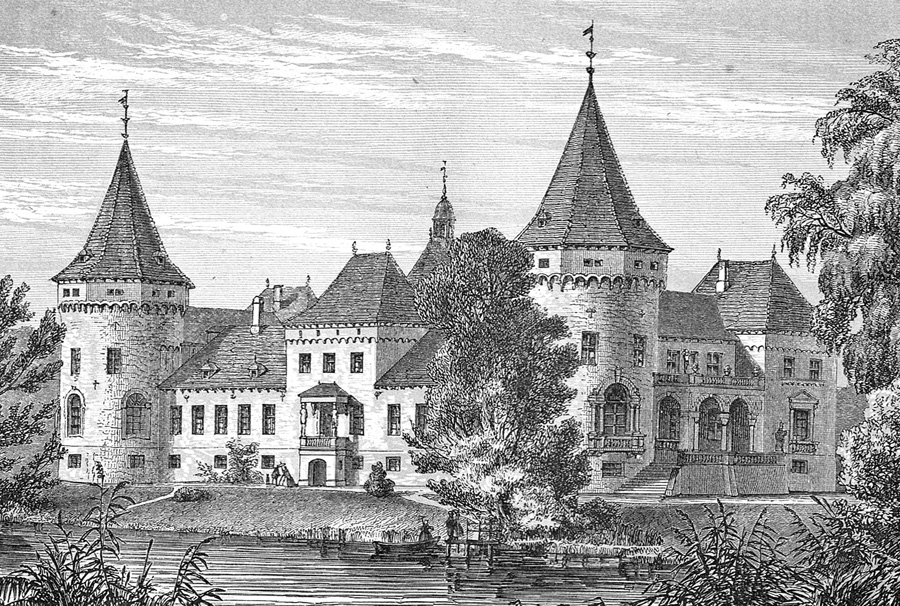
Pederstrup (1872)

Unter seinem Enkel Ferdinand und dessen Frau erfuhr das Anwesen von 1858 bis 1860 eine weitere grundlegende Umgestaltung. Das Haupthaus wurde um zwei Flügel sowie um zwei runde Türme im Stil französischer Burgen erweitert. Die Pläne zeichnete der Architekt Ferdinand Meldahl. Da das Gestüt abgebrochen und 1868 in einiger Entfernung neu aufgebaut wurde, erfuhr der Landschaftspark durch Friedrich Jürgens eine großzügigere Gestaltung. Vier Jahre später konnte Dänemarks größte Reithalle in Privatbesitz eingeweiht werden. Eine große Scheune, Remisen, Ställe für Gäste und eine Wäscherei ergänzten die Anlage. Das Gut hatte 1850 eine Fläche von mehr als 1000 Hektar, ein Viertel davon wurde vom Besitzer bewirtschaftet.
Im Jahr 1900 war das Gut verpachtet, beschäftigt wurden 2 Verwalter, 1 Aufseher, 1 Futtermeister, 1 Vorarbeiter, 7 Lehrlinge, 17 Knechte, 3 Mädchen, 10 Tagelöhner und 39 polnische (o. a.) Saisonarbeiter. An Tieren gab es 230 Kühe, 60 Kälber, 7 Bullen, 45 Pferde, 7 Fohlen, 5 Schafen und etwa 200 Schweine.
Die letzte hochadelige Generation der Familie Reventlow wählte das Schloss Brahetrolleborg auf Fünen zum ständigen Wohnsitz und nutzte Pederstrup als Sommerresidenz. Von 1919 bis 1924 ging die Grafschaft Christianssæde in den freien Besitz über. Als Graf Christian Einar 1929 starb gerieten die Finanzen der Familie unter Druck. Seine Witwe und die beiden Töchter verkauften die Besitztümer auf Lolland. Das Gestüt Pederstrup wurde 1935 an die Familie Nielsen verkauft (heute 204 Hektar). Schloss und der auf 20 Hektar verkleinerte Park wurden 1938 an ein Museums-Komitee verkauft.
Das heutige Hauptgebäude wurde zwischen 1938 und 1940 durch Abbruch aller zugefügten Flügel und Türme auf den Zustand von 1822 zurückgebaut. Die Leitung hatte Viggo Sten Møller (1897–1990). Der Park konnte 1939, mit zwei Denkmalen für die 1875 und 1929 verstorbenen Besitzer, der Öffentlichkeit zugänglich gemacht werden. Letzteres haben die abrückenden deutschen Truppen 1945 mitgenommen. Das Reventlow-Museet Pederstrup zu Ehren des Sozialreformers wurde 1940 eröffnet.
Die Remisen und weitere Nebengebäude wurden Ende der 1970er Jahre abgerissen.
Das Museum gehört heute zum Museum Lolland-Falster.

## Beschreibung

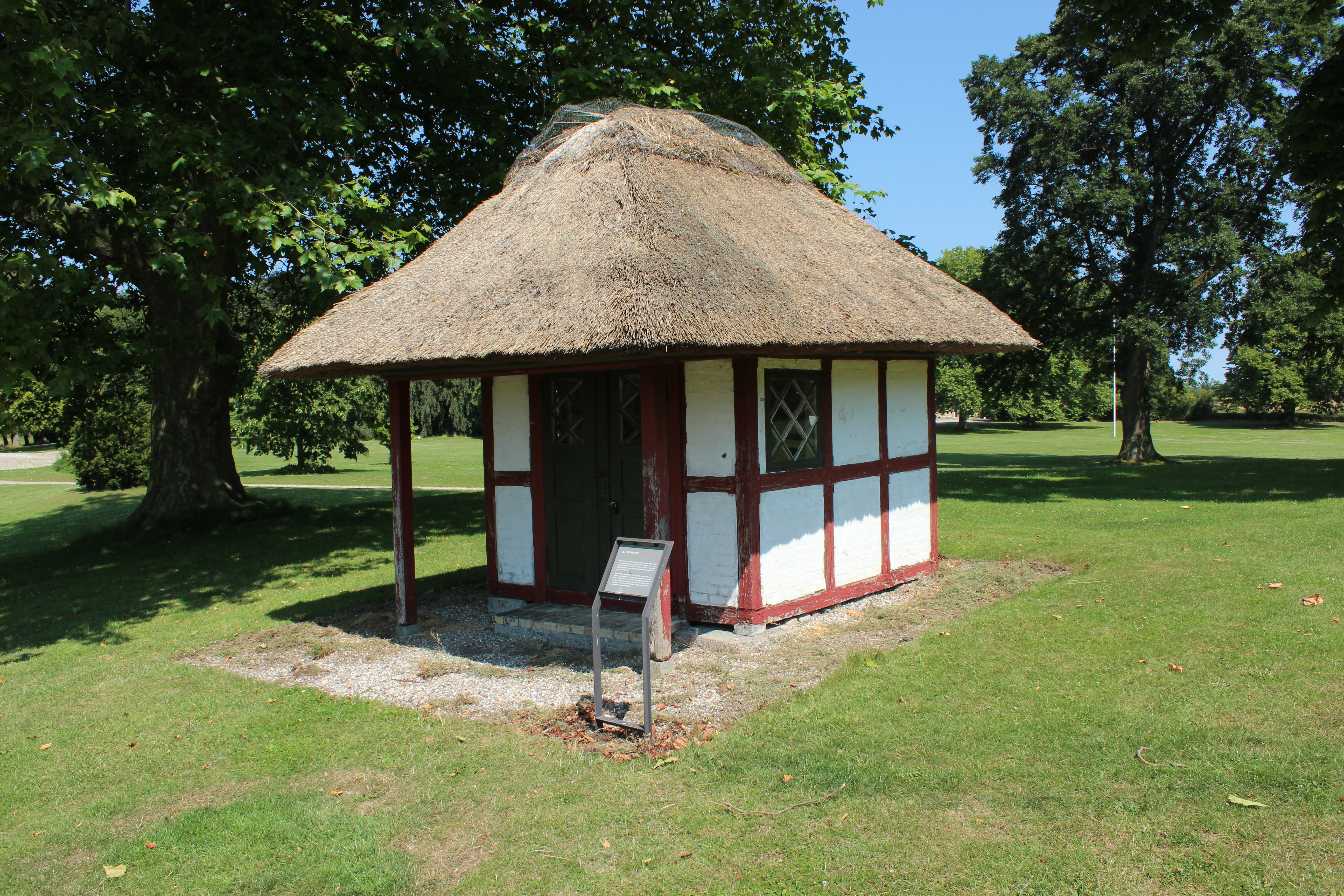
Pavillon von 1834

Das Herrenhaus im Stil des Klassizismus wurde bis 1940 auf den Zustand von 1822 zurückgebaut. Es ist ein schlichtes Gebäude mit 13 Fensterachsen. Nur der Mittelrisalit ist zweigeschossig.
Der große von 1871 bis 1877 gestaltete Park enthält mehrere seltene Bäume, Seen und einen Pavillon in einem Fachwerkhaus von 1834. Der Eiskeller, der Garten der Frau, die Westallee und die barocken Sichtachsen sind Elemente des barocken Parks vom Ende des 17. Jahrhunderts. Im Laufe des 20. Jahrhunderts wurde der Park verkleinert und die Wasserflächen verschilften.
Als Baudenkmale sind geschützt: Das Herrenhaus, die Reithalle des benachbarten Gestüts und im Nachbardorf Horslunde das Reventlow-Asyl. Es wurde von Christian Detlev Reventlow 1824 für arme Leute errichtet.

## Reventlow-Museum-Pederstrup
Das Reventlow-Museum (dänisch Reventlow-Museet Pederstrup) ist heute Teil des Museums Lolland-Falster. Zu ihm gehören das Herrenhaus und der Park. Die Ausstellung zeigt Möbel, Porträts und persönliche Gegenstände, die mit dem Sozialreformer Reventlow und seiner Zeit zu tun haben.

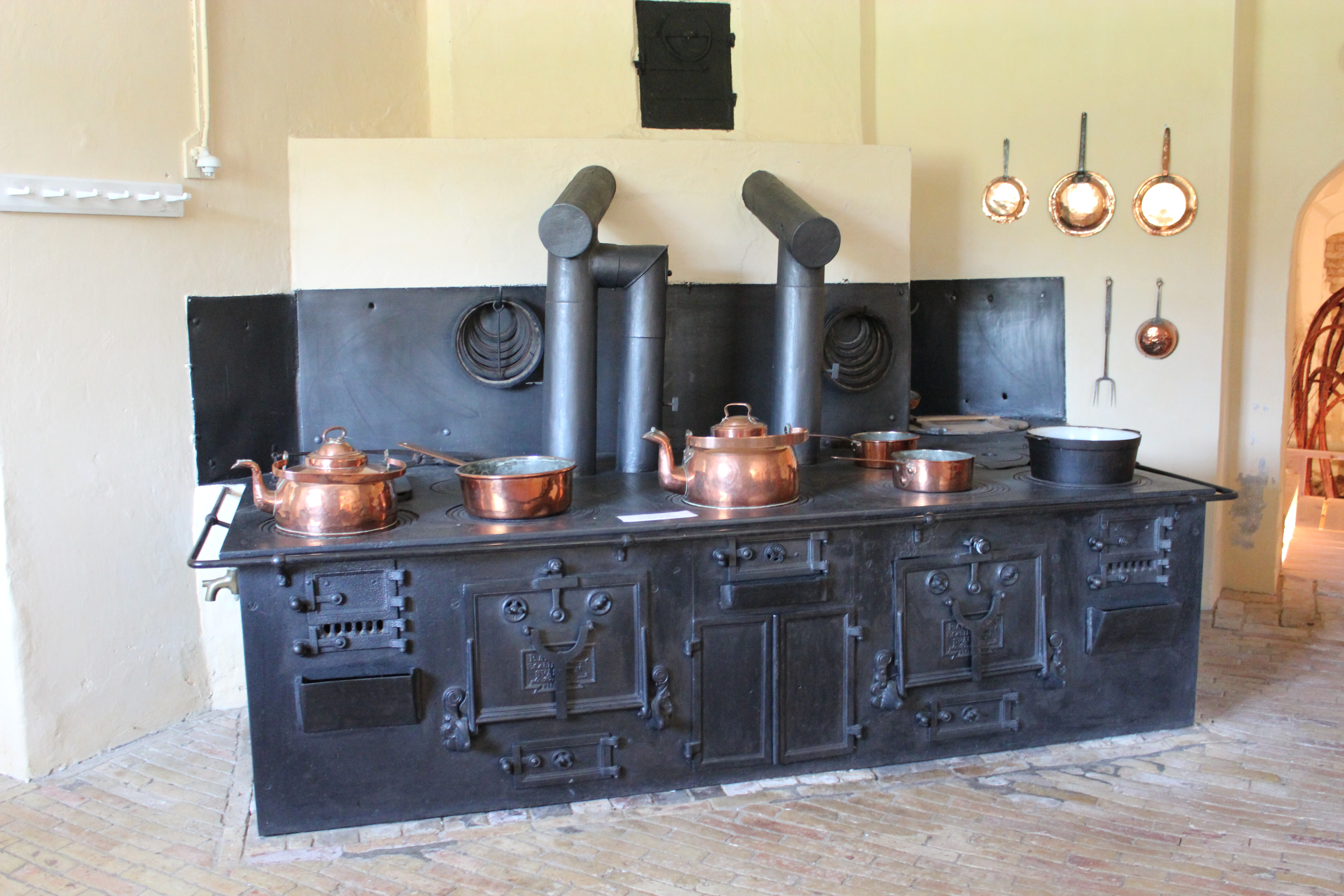
Küche
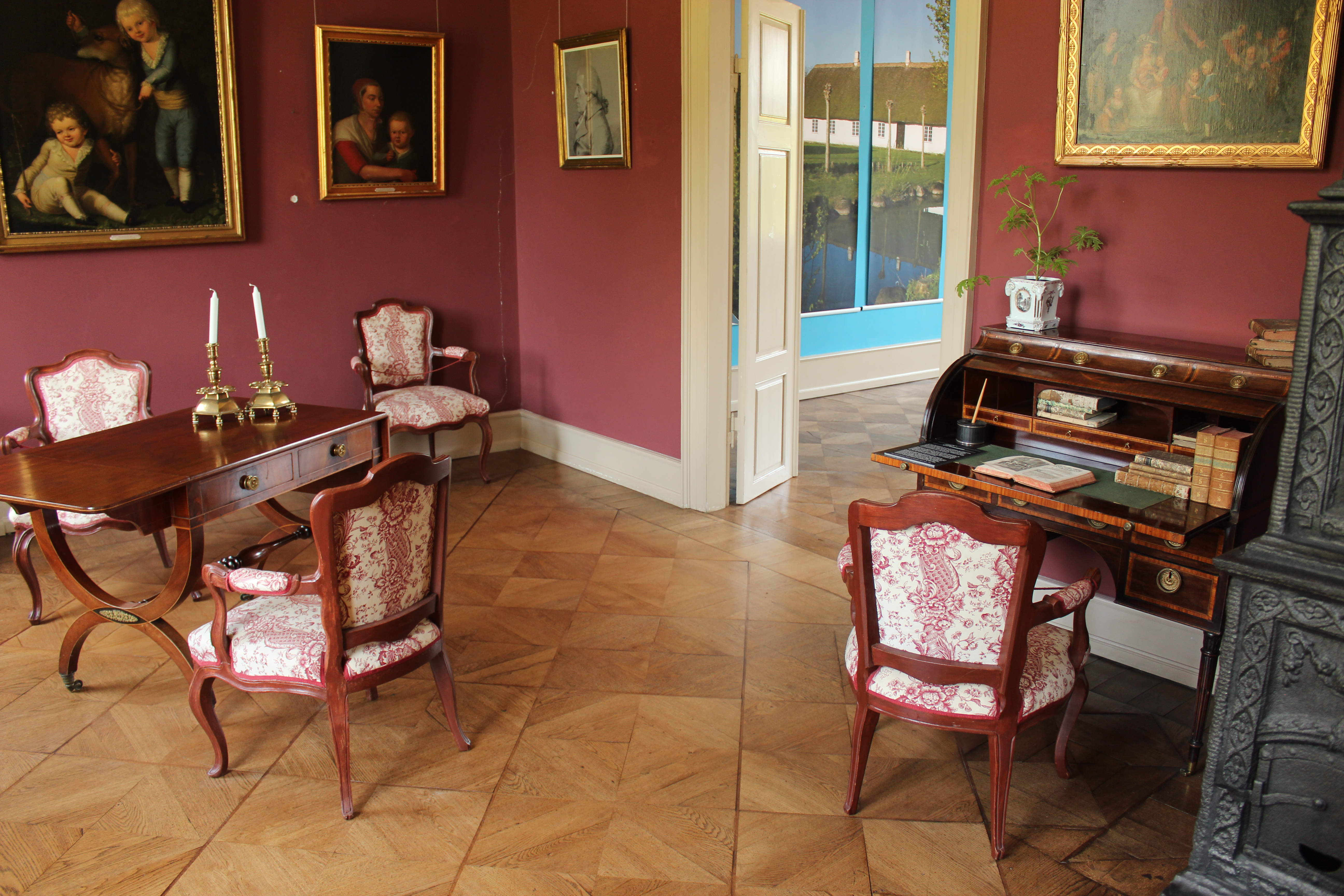
Inneneinrichtung
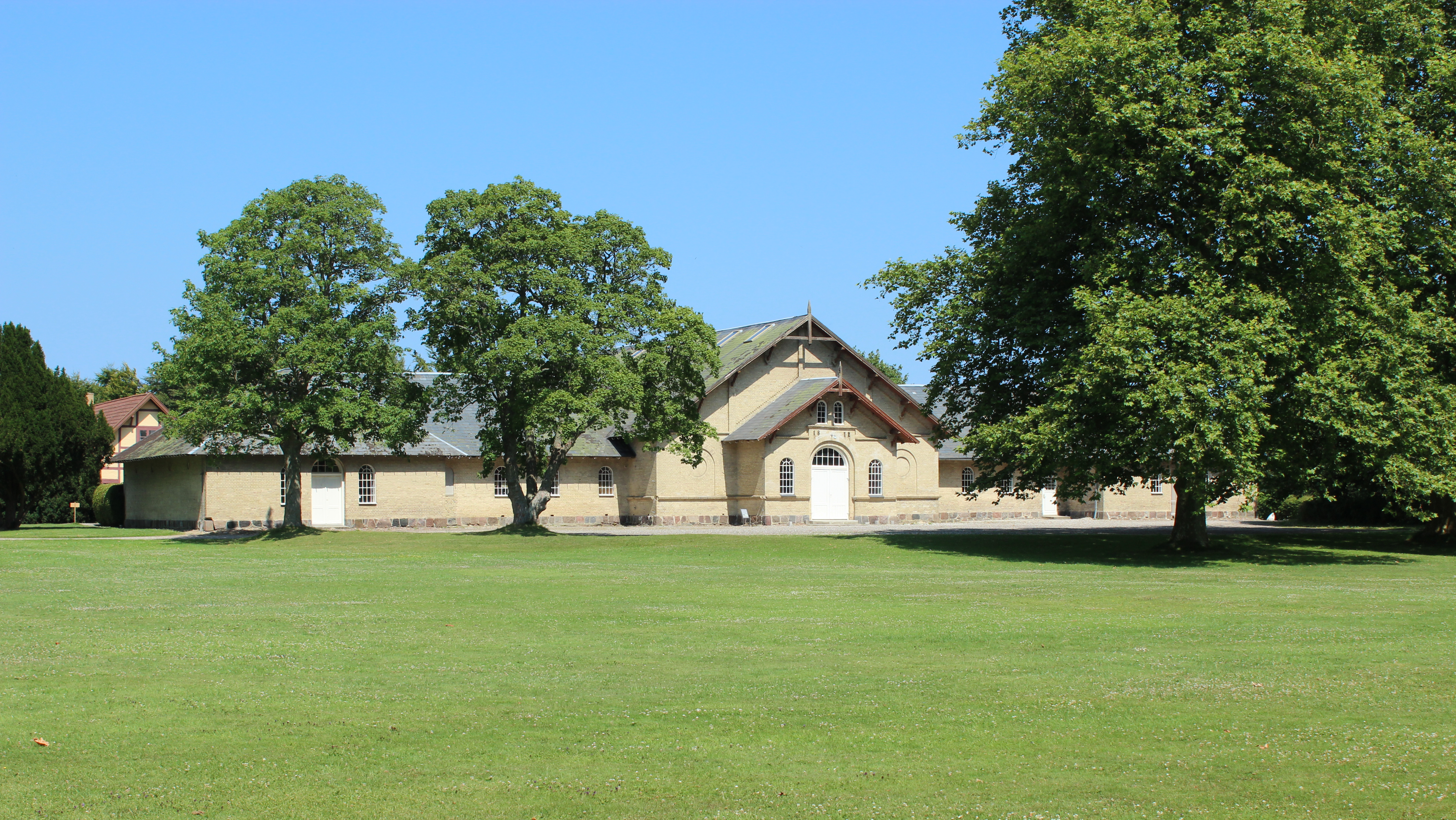
Gebäude des Gestüts

## Die Besitzer von Pederstrup
Gesamtanwesen
- bis 1340 Laurids Jensen
- 1340–1354 Kloster Halsted
- 1354–1576 dänische Krone
- 1576–1587 Lave Venstermand
- 1587–1606 Knud Venstermand
- 1606–1610 Morten Venstermand
- 1610–1616 Anne Galt verheiratete Venstermand, verheiratete Brahe
- 1616–1625 Falk Brahe
- 1625 Holger Rosenkrantz
- 1625–1626 Hans Grabow
- 1626–1645 Joachim Grabow
- 1645–1657 Hans Johan Grabow
- 1657–1666 Hans Wilhelm von Harstall
- 1666–1673 Hans Friderich von Harstall
- 1673–1680 Cai von Rumohr
- 1680–1681 Heinrich von Stöcken
- 1681–1684 Cai Burchard, Hans Heinrich von Stöcken und Abigail verh. Brandt
- 1684–1701 Peter von Brandt
- 1701–1725 Henrik von Brandt
- 1725–1738 Christian Detlev von Reventlow
- 1738–1775 Christian Detlev von Reventlow
- 1775–1827 Christian Detlev von Reventlow († 1827 auf Pederstrup)
- 1827–1851 Christian Detlev von Reventlow
- 1851–1875 Ferdinand von Reventlow
- 1875–1929 Christian Einar von Reventlow
- 1929–1935 Erben Reventlow

Herrenhaus und Park
- 1935–1938 Reventlow
- seit 1938 Reventlow-Museet, Pederstrup – Museum Lolland-Falster

Gestüt
- seit 1935 Familie Nielsen.